# عفت‌الزمان امین
عفت‌الزمان امین (۱۲۹۲ – ۱۴ اردیبهشت ۱۳۵۶) معروف به افتخار التجار، شاگرد و خواهرزاده نصرت امین، عالم دینی ایرانی بود. عفت‌الزمان امین، در نجف از سید محمود هاشمی شاهرودی، اجازه روایت دریافت کرد. از جمله آثار او، «چهل حدیث امین» است که به «هشتصد و بیست موعظه» نیز معروف است. پدر وی، احمد امین، برادر شوهر و پسر عموی نصرت امین، معروف به معین التجار بود. او همچنین یک عمه بزرگ معروف به هاشمیه التجار داشت که مجتهد بود.